# オズボーン準男爵
オズボーン準男爵（オズボーンじゅんだんしゃく、英語: Osborne baronets）は、イギリスの準男爵位。オズボーンの姓をもつ家が叙位された準男爵位には3つあり、2つはイングランド準男爵、1つはアイルランド準男爵である。2つが現存している。

## キヴァートンのオズボーン準男爵 (1620年)
ヨーク州におけるキヴァートンのオズボーン準男爵（Osborne Baronetcy, of Kiveton in the County of York）は、1620年7月13日にイングランド準男爵として叙位されたのに始まる。詳細はリーズ公爵参照

## チクサンズのオズボーン準男爵 (1662年)

チクサンズのオズボーン準男爵家の紋章

ベッドフォード州におけるチクサンズのオズボーン準男爵（Osborne, later Osborn Baronetcy, of Chicksands in the County of Bedford）は、1662年2月11日にジョン・オズボーンがイングランド準男爵位として叙位されたのに始まる。彼はその後1674年から1698年まで大蔵省でRemembrancerを務めた。この称号は一族がチャールズ1世を支援していたことへの論功行賞だった。3代準男爵はリーズ公爵オズボーン家の連枝と混同されることを避けるためにオズボーンの姓のスペルをOsborneからOsbornに改めた。現当主9代準男爵サー・リチャード・オズボーンは、唯一の準男爵位保有資格者になっている。そのため現当主が男子なく死去すれば準男爵位は廃絶することになる。
- 初代準男爵サージョン・オズボーン (1615頃–1699)
- 2代準男爵サー・ジョン・オズボーン (1650頃–1720)
- 3代準男爵サー・ダンヴァーズ・オズボーン（英語版） (1715–1753)
- 4代準男爵サー・ジョージ・オズボーン（英語版） (1742–1818)
- 5代準男爵サー・ジョン・オズボーン（英語版） (1772–1848)
- 6代準男爵サー・ジョージ・ロバート・オズボーン (1813–1892)
- 7代準男爵サー・アルジャーノン・カー・オズボーン (1870–1948)
- 8代準男爵サー・ダンヴァーズ・ライオネル・ラウズ・オズボーン (1916–1983)
- 9代準男爵サー・リチャード・ヘンリー・ダンヴァーズ・オズボーン (1958-)
  - 法定推定相続人も推定相続人もいない[3]

## バリンタイラー＝バリールモンのオズボーン準男爵 (1629年)

バリンタイラー＝バリールモンのオズボーン準男爵家の紋章

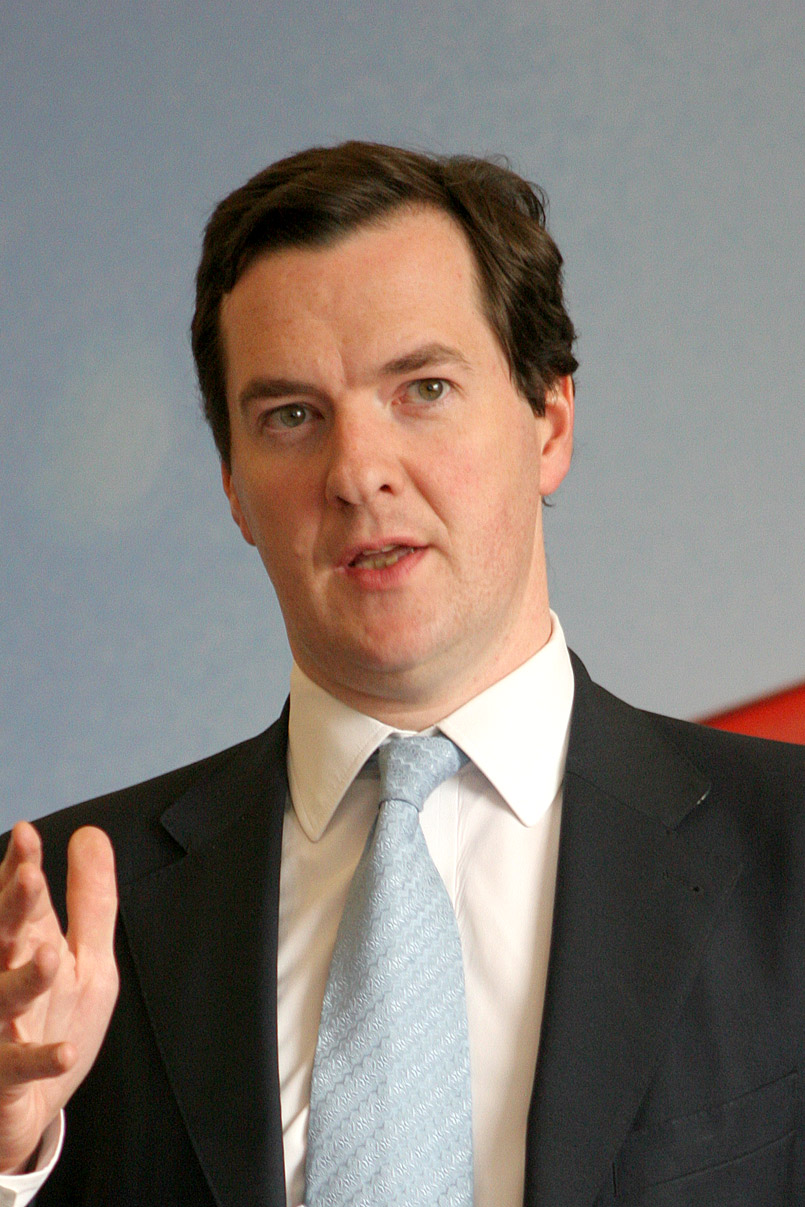
法定推定相続人のジョージ・オズボーン。財務大臣を務めた

ウォーターフォード県におけるバリンタイラー＝バリールモンのオズボーン準男爵（Osborne Baronetcy, of Ballentaylor and Ballylemon in County Waterford）は、1629年10月15日にサー・リチャード・オズボーンがアイルランド準男爵として叙位されたのに始まる。2代準男爵と7代準男爵はウォーターフォード県選挙区から選出されてアイルランド庶民院議員を務めた。8代準男爵はカリスフォート選挙区から、11代準男爵はカリスフォートとエニスキレン選挙区から選出された。11代準男爵はアイルランド独立維持を求めて1799年と1800年に合同法に反対票を投じている。キャメロン内閣で財務大臣を務めた保守党の政治家ジョージ・オズボーンは、現当主の17代準男爵の長男であり、準男爵位の法定推定相続人である。かつてティペラリー県にあるニュータウン・アナー・ハウスを邸宅とした
- 初代準男爵サー・リチャード・オズボーン（英語版） (-1667)
- 2代準男爵サー・リチャード・オズボーン（英語版） (-1685)
- 3代準男爵ジョン・オズボーン（英語版） (-1713)
- 4代準男爵サー・リチャード・オズボーン（英語版） (-1713)
- 5代準男爵サー・トマス・オズボーン（英語版） (-1715)
- 6代準男爵サー・ニコラス・オズボーン（英語版） (-1719)
- 7代準男爵サー・ジョン・オズボーン（英語版） (-1743)
- 8代準男爵サー・ウィリアム・オズボーン（英語版） (-1783)
- 9代準男爵サー・トマス・オズボーン（英語版） (1757–1821)
- 10代準男爵サー・ウィリアム・オズボーン（英語版） (1817–1824)
- 11代準男爵サー・ヘンリー・オズボーン（英語版） (-1837)
- 12代準男爵サー・ダニエル・トーラー・オズボーン（英語版） (1783–1853)
- 13代準男爵サー・ウィリアム・オズボーン（英語版） (1805–1875)
- 14代準男爵サー・チャールズ・スタンリー・オズボーン（英語版） (1825–1879)
- 15代準男爵サー・フランシス・オズボーン（英語版） (1856–1948)
- 16代準男爵サー・ジョージ・フランシス・オズボーン（英語版） (1894–1960)
- 17代準男爵サー・ピーター・ジョージ・オズボーン（英語版） (1943-)[7]
  - 法定推定相続人は現当主の長男ジョージ・ギデオン・オリバー・オズボーン(1971-)。彼は保守党の政治家として財務大臣を務めたことで知られる。ジョージの法定推定相続人は彼の唯一の息子であるルーク・ベネディクト・オズボーン (2001-)である[6]。